# Kernel Nutt and the Hundred Dollar Bill
Kernel Nutt and the Hundred Dollar Bill è un cortometraggio muto del 1916 diretto da C.J. Williams.
Quarto episodio della serie Vitagraph Kernel Nutt

## Produzione
Il film fu prodotto dalla Vitagraph Company of America.

## Distribuzione
Distribuito dalla V-L-S-E, il film - un cortometraggio in una bobina - uscì nelle sale cinematografiche statunitensi il 5 giugno 1916.